# بانو آئویی (نمایش)
بانو آئویی (به ژاپنی: 葵上) (آئویی نو اوئه) یک نو ژاپنی از دوره موروماچی است که سرگذشت آئویی نو اوئه از داستان گنجی را به نمایش می‌کشد. نویسندگی این نمایشنامه را برخی به سه‌آمی موتوکیو نسبت داده‌اند و بعضی به دامادش، کمپارو ذنچیکو یوجینوبو.

## در چشم دیگران
بهرام بیضایی دربارهٔ این نمایشنامه گفته:
در واقع نبوغ سه‌آمی در شش قرن پیش در تصحیح و اجرای بانو آئویی در این است که چیزی را که مجرّد است و پیکر بیرونی ندارد، یعنی حسادت خانم روکوجو را، به صورت یک «شخص» پیکر انسانی می‌دهد و بر صحنه می‌آورد، ولی شخصیتی را که واقعی است و جسمانیت دارد و صراحتاً روی صحنه آزار می‌بیند، تنها با گستردن یک کیمونو بر کف صحنه نشان می‌دهد. یعنی گرچه خانم روکوجو از صحنه غایب است، ولی حضور حسادتش بر صحنه چون یک شخص واقعی‌تر از حضور خانم آئویی است که زیر سنگینی آزارهای او، به لحاظ روحی از صحنه غایب است.

## به فارسی
بهرام بیضایی این نمایشنامه را به فارسی ترجمه و سال ۱۳۶۹ در کتاب صبح (۱۰) منتشر کرده‌است.

## نوشته‌های دیگر
یوکیو میشیما بر اساس این نمایشنامه یک نمایشنامهٔ مدرن نوشته که با نام بانو آئویی به قلم هوشنگ حسامی به فارسی درآمده و به کارگردانی بهرام بیضایی به نمایش نیز درآمده‌است.